# Aleksy (Konoplow)
Aleksy, imię świeckie Wiktor Aleksandrowicz Konoplow (ur. 28 stycznia?/10 lutego 1910 w Pawłowsku, zm. 7 października 1988) – rosyjski biskup prawosławny.

## Życiorys
Po uzyskaniu średniego wykształcenia od 1929 był psalmistą w różnych cerkwiach rodzinnego Pawłowska. W październiku 1941 zmobilizowany do Armii Czerwonej. W czasie działań wojennych był dwukrotnie ranny i w 1945 przesunięty do rezerwy w stopniu sierżanta. Otrzymał medal „Za zasługi bojowe”.
13 czerwca 1948 rektor Moskiewskiej Akademii Duchownej, arcybiskup Hermogen, wyświęcił go na diakona. Trzy lata później Wiktor Konoplow ukończył seminarium duchowne w Moskwie i 1 lipca tego samego roku przyjął z rąk metropolity krutickiego i kołomieńskiego Mikołaja święcenia kapłańskie. Prowadził pracę duszpasterską w cerkwi Wniebowstąpienia Pańskiego w Moskwie, następnie zaś w cerkwi Trójcy Świętej w tym samym mieście. W 1955 uzyskał tytuł kandydata nauk teologicznych w Moskiewskiej Akademii Duchownej. 6 czerwca 1956 złożył wieczyste śluby zakonne, zaś 14 czerwca tego samego roku został archimandrytą. 21 lipca 1956 miała miejsce jego chirotonia na biskupa permskiego i solikamskiego, w której jako konsekratorzy wzięli udział patriarcha moskiewski i całej Rusi Aleksy I, metropolita kruticki i kołomieński Mikołaj, arcybiskup odeski i chersoński Borys, biskup wołyński i rówieński Palladiusz oraz biskup bijski Donat. 
Od 1957 do 1961 był biskupem łuskim, wikariuszem eparchii leningradzkiej. W 1961 został przeniesiony na katedrę tulską i bielowską. W 1964 otrzymał godność arcybiskupa. Od stycznia do października 1966 był arcybiskupem ryskim i łotewskim. Następnie został wyznaczony na biskupa krasnodarskiego i kubańskiego, którą to godność sprawował przez dwanaście lat. W 1968 otrzymał tytuł naukowy magistra nauk teologicznych. W 1978 objął katedrę kalinińską i kaszyńską, od 1981 posiadał tytuł metropolity.
Był autorem szeregu tekstów pieśni religijnych. Doprowadził do powołania Soboru Świętych Twerskich i sam napisał tekst nabożeństwa im poświęconego. Uczestniczył w ruchu na rzecz pokoju na świecie.
Zmarł w 1988 i został pochowany przy cerkwi Zaśnięcia Matki Bożej we wsi Zawidowo.